# HD 56405
HD 56405 är en ensam stjärna belägen i den norra delen av stjärnbilden Stora hunden. Den har en skenbar magnitud av ca 5,45 och är  svagt synlig för blotta ögat där ljusföroreningar ej förekommer. Baserat på parallax enligt Gaia Data Release 2 på ca 13,1 mas, beräknas den befinna sig på ett avstånd på ca 249 ljusår (ca 76 parsek) från solen. Den rör sig bort från solen med en heliocentrisk radialhastighet på ca 6 km/s. Öster om stjärnan ligger den öppna stjärnhopen NGC 2360, även känd som Carolines stjärnhop.

## Egenskaper
HD 56405 är en blå till vit stjärna i huvudserien av spektralklass A1 V, som klassades som en tänkbar Lambda Bootis-stjärna, men sedan 2015 har denna klassificering avvisats av astronomer på grund av att stjärnan har en inkonsekvent UV-strålning, misstänkt RV-variation och en ganska hög rotationshastighet. Den har en massa som är ca 2,1 solmassor, en radie som är ca 2,7 solradier och har ca 39 gånger solens utstrålning av energi från dess fotosfär vid en effektiv temperatur av ca 9 600 K.